# Vallecito
Vallecito is een plaats in Calaveras County in Californië in de VS. Het woord vallecito betekent "kleine vallei" in het Spaans.

## Demografie
Bij de volkstelling in 2000 werd het aantal inwoners vastgesteld op 427.
Volgens de census van 2000 bedroeg de bevolkingsdichtheid 19,2/km² (49,8/mijl²) en bedroeg het totale bevolkingsaantal 427 dat bestond uit:
- 95,55% blanken
- 0,23% zwarten of Afrikaanse Amerikanen
- 3,04% inheemse Amerikanen
- 0,47% Aziaten
- 0,47% andere
- 0,23% twee of meer rassen
- 1,87% Spaans of Latino

Er waren 183 gezinnen en 120 families in Vallecito. De gemiddelde gezinsgrootte bedroeg 2,33.

## Geografie
Volgens het United States Census Bureau beslaat de plaats een oppervlakte van
22,2 km², geheel bestaande uit land.

## Plaatsen in de nabije omgeving
De onderstaande figuur toont nabijgelegen plaatsen in een straal van 16 km rond Vallecito.